# Qualificazioni al campionato mondiale femminile di calcio 2011 - UEFA - Fase a gironi, gruppo 8
Il gruppo 8 della sezione UEFA della qualificazioni al campionato mondiale femminile di calcio 2011 è composto da cinque squadre: Azerbaigian, Belgio, Galles, Rep. Ceca e Svezia.

## Formula
Le cinque squadre si affrontano in un girone all'italiana con partite di andata e ritorno, per un totale di 8 partite. La squadra prima classificata si qualifica direttamente alla fase finale del torneo, mentre la seconda classificata accede ai play-off qualificazione solamente se è tra le prime quattro tra le seconde classificate dei sette gruppi di qualificazione.
In caso di parità di punti tra due o più squadre di uno stesso gruppo, le posizioni in classifica vengono determinate prendendo in considerazione, nell'ordine, i seguenti criteri:
1. maggiore numero di punti negli scontri diretti tra le squadre interessate (classifica avulsa);
2. migliore differenza reti negli scontri diretti tra le squadre interessate (classifica avulsa);
3. maggiore numero di reti segnate negli scontri diretti tra le squadre interessate (classifica avulsa);
4. maggiore numero di reti segnate in trasferta negli scontri diretti tra le squadre interessate (classifica avulsa), valido solo per il turno di qualificazione a gironi;
5. se, dopo aver applicato i criteri dall'1 al 4, ci sono squadre ancora in parità di punti, i criteri dall'1 al 4 si riapplicano alle sole squadre in questione. Se continua a persistere la parità, si procede con i criteri dal 6 all'11;
6. migliore differenza reti;
7. maggiore numero di reti segnate;
8. maggiore numero di reti segnate in trasferta (valido solo per il turno di qualificazione a gironi);
9. tiri di rigore se le due squadre sono a parità di punti al termine dell'ultima giornata (valido solo per il turno preliminare e solo per decidere la qualificazione al turno successivo);
10. classifica del fair play (cartellino rosso = 3 punti, cartellino giallo = 1 punto, espulsione per doppia ammonizione = 3 punti);
11. posizione del ranking UEFA o sorteggio.

## Classifica finale
| Pos | Squadra     | Pt | G | V | N | P | GF | GS | DR  |
| --- | ----------- | -- | - | - | - | - | -- | -- | --- |
| 1.  | Svezia      | 22 | 8 | 7 | 1 | 0 | 36 | 3  | +33 |
| 2.  | Rep. Ceca   | 13 | 8 | 4 | 1 | 3 | 19 | 6  | +13 |
| 3.  | Belgio      | 10 | 8 | 3 | 1 | 4 | 18 | 13 | +5  |
| 4.  | Galles      | 9  | 8 | 3 | 0 | 5 | 23 | 16 | +7  |
| 5.  | Azerbaigian | 4  | 8 | 1 | 1 | 6 | 2  | 60 | -58 |

## Risultati
| Arbitro: | Ann-Helen Østervold |

|  |           |               |
|  | Marcatori | 90+4’ Verelst |

| Arbitro: | Esther Staubli |

|                           |           |          |
| Asllani 30’ Landström 66’ | Marcatori | 68’ Maes |

| Arbitro: | Hilal Tuba Tosun Ayer |

|                        |           |  |
| Fishlock 16’ Plewa 84’ | Marcatori |  |

| Arbitro: | Carina Vitulano |

|  |           |                              |
|  | Marcatori | 38’, 80’ Seger 59’ Landström |

| Arbitro: | Gyöngyi Gaál |

|                 |           |              |
| Pincová 8’, 22’ | Marcatori | 17’ Fishlock |

| Arbitro: | Marija Margareta Damjanović |

|                          |           |            |
| Atayeva 33’ Kaziyeva 43’ | Marcatori | 29’ Lander |

| Arbitro: | Efthalia Mitsi |

|          |           |                                         |
| Maes 71’ | Marcatori | 23’, 65’ Seger 67’ Landström 86’ Lindén |

| Baku 22 novembre 2009, ore 14:00 UTC+4 | Azerbaigian        | 0 – 0 referto | Belgio | Ismet Qaibov Stadium\| Arbitro: \| Gordana Kuzmanović \| |
| Arbitro:                               | Gordana Kuzmanović |               |        |                                                          |

| Arbitro: | Yuliya Medvedeva-Keldyusheva |

|               |           |                      |
| Pivoňková 69’ | Marcatori | 24’ Verelst 27’ Maes |

| Arbitro: | Florence Guillemin |

|  |           |                                                                  |
|  | Marcatori | 11’ Nepokojova 21’ Divišová 43’ Heroldová 53’ Mocová 87’ Krůzová |

| Arbitro: | Elia María Martínez Martínez |

|                         |           |                                        |
| Philtjens 64’ Zeler 72’ | Marcatori | 19’ Dykes 42’ (rig.) Daley 90+1’ Jones |

| Arbitro: | Natalia Avdonchenko |

|  |           |                                                     |
|  | Marcatori | 69’ Fischer 78’ Liljegärd 85’ Paulson 90’ Landström |

| Arbitro: | Natalia Aleksakhina |

|  |           |                        |
|  | Marcatori | 29’, 44’, 49’ Divišová |

| Arbitro: | Eun Ah Hong |

|                                                                                                |           |  |
| De Cock 3’, 11’, 40’, 42’ Philtjens 10’, 26’ Heiremans 18’, 54’ Onzia 35’, 90+1’ Puttemans 89’ | Marcatori |  |

| Göteborg 19 giugno 2010, ore 18:00 UTC+2 | Svezia       | 0 – 0 referto | Rep. Ceca | Gamla Ullevi\| Arbitro: \| Tanja Schett \| |
| Arbitro:                                 | Tanja Schett |               |           |                                            |

| Arbitro: | Sandra Braz Bastos |

| |           |  |
| Mirzaguliyeva 19’ (aut.) Forsberg 25’, 31’ Sjögran 33’, 60’ Seger 41’, 45+1’ Liljegärd 44’, 49’, 62’ Landström 52’, 66’ Asllani 55’ Asadova 63’ (aut.) Lindén 72’, 78’ Paulson 72’ | Marcatori |  |

| Arbitro: | Alexandra Ihringova |

|  |           |           |
|  | Marcatori | 26’ Seger |

| Arbitro: | Paloma Quintero Siles |

| |           |  |
| Lander 3’, 7’, 21’, 36’, 38’, 72’ Harries 13’, 56’, 66’ Dutton 19’ Fishlock 59’ Ingle 65’ Green 81’, 83’ Manley 90+2’ | Marcatori |  |

| Arbitro: | Aneliya Sinabova |

|                                                                               |           |  |
| Divišová 6’, 43’ Mocová 7’ Pivoňková 14’, 57’ Martínková 17’, 61’ Došková 54’ | Marcatori |  |

| Arbitro: | Silvia Tea Spinelli |

|                                       |           |             |
| Schelin 12’, 60’ Öqvist 45’, 55’, 71’ | Marcatori | 81’ Harries |

## Statistiche

### Classifica marcatrici
7 reti
- Helen Lander
- Caroline Seger

6 reti
- Petra Divišová
- Jessica Landström

4 reti
- Niki De Cock

- Gwennan Harries

- Linnea Liljegärd

3 reti
- Femke Maes
- Davina Philtjens

- Jessica Fishlock
- Adéla Pivoňková

- Sara Lindén
- Josefine Öqvist

2 reti
- Inge Heiremans
- Lenie Onzia
- Kristel Verelst
- Michelle Green

- Irena Martínková
- Iva Mocová
- Veronika Pincová
- Kosovare Asllani

- Linda Forsberg
- Anna Paulson
- Lotta Schelin
- Therese Sjögran

1 rete
- Ana Atayeva
- Olga Kaziyeva
- Anne Puttemans
- Aline Zeleryeva
- Katie Daley (1 rig.)
- Loren Dykes

- Jasmin Dutton
- Emma Jones
- Sophie Ingle
- Kerrie Manley
- Emma Plewa

- Kateřina Došková
- Lucie Heroldová
- Marcela Krůzová
- Pavlina Nepokojova
- Nilla Fischer

1 autorete
- Konul Asadova (a favore della Svezia)
- Parvana Mirzaguliyeva (a favore della Svezia)